# Maleeni le Prodigieux
Maleeni le Prodigieux (The Amazing Maleeni) est le 8e épisode de la saison 7 de la série télévisée X-Files. Dans cet épisode, Mulder et Scully enquêtent sur la mort d'un prestidigitateur et se trouvent confrontés à l'univers de la magie.
L'épisode a été écrit à l'initiative de Frank Spotnitz, qui voulait depuis longtemps aborder le thème de l’illusionnisme. Il a été accueilli de façon mitigée par la critique.

## Résumé
À Santa Monica, Maleeni le Prodigieux, un prestidigitateur, donne un spectacle dans une fête foraine. Piqué au vif par les commentaires moqueurs d'un spectateur, il accomplit un tour époustouflant à l'issue duquel sa tête tourne à 360 degrés. Peu après la fin de son spectacle, il est retrouvé décapité. Mulder et Scully s'emparent du cas et retrouvent le spectateur qui se moquait de Maleeni. Celui-ci, Billy LaBonge, est également prestidigitateur. Il ne cache pas son mépris pour Maleeni mais nie toute implication dans sa mort. L'autopsie menée par Scully révèle par la suite que Maleeni est mort d'une crise cardiaque il y a environ un mois et que ce n'est que plus tard que sa tête a été tranchée et conservée au frais. Pendant ce temps, LaBonge rend visite à Cissy Alvarez, un malfrat à qui Maleeni devait de l'argent. LaBonge prétend avoir tué Maleeni et dit à Alvarez qu'il le remboursera en échange d'une faveur.
Mulder et Scully apprennent que Maleeni, Herman Pinchbeck de son véritable nom, avait un frère jumeau prénommé Albert, un employé de banque. Celui-ci porte une minerve, séquelle d'un accident récent, et Mulder lui dit qu'il pense qu'il a pris la place de son frère le temps d'accomplir son tour de magie, mais il est alors révélé qu'Albert a également perdu ses jambes dans l'accident. Néanmoins, Mulder découvre plus tard que Pinchbeck a seulement feint de ne plus avoir de jambes. Celui-ci avoue être Herman, et non Albert, et avoir profité de la mort de son frère pour prendre sa place et ainsi se débarrasser de son importante dette de jeu. Mulder l'arrête pour son imposture. Dans le même temps, LaBonge tente de voler un fourgon blindé en se faisant passer pour Alvarez, puis se fait lui-même arrêter pour avoir menacé Alvarez d'une arme factice.
Alors que Maleeni et LaBonge sont en prison, dans des cellules voisines, le coffre de la banque où travaillait Albert est entièrement vidé. Alvarez est immédiatement soupçonné en raison de la mise en scène de LaBonge, et l'argent est retrouvé dans son bar. Mulder et Scully vont rendre visite à Maleeni et LaBonge en prison. Mulder leur expose sa théorie que toute l'affaire n'est qu'une mise en scène des deux hommes pour régler un vieux compte avec Alvarez. Comme il ne peut cependant en apporter aucune preuve, Maleeni et LaBonge sont libérés. Après leur départ, Mulder révèle à Scully que le plan des deux hommes était plus ambitieux : s'étant débrouillés pour obtenir le numéro de badge et les empreintes de Mulder, ils comptaient s'en servir pour accéder au système de transfert de fonds électronique. Mulder ayant toutefois récupéré les cartes sur lesquelles étaient ses empreintes, ils ne pourront pas mettre cette partie de leur plan à exécution. Scully montre ensuite à Mulder comment tourner ses mains à 360 degrés. 

## Distribution
- David Duchovny : Fox Mulder
- Gillian Anderson : Dana Scully
- Ricky Jay : Maleeni / Herman Pinchbeck / Albert Pinchbeck
- Jonathan Levit : Billy LaBonge
- Robert LaSardo : Cissy Alvarez

## Production
Lors d'une réunion des scénaristes afin de lancer des idées pour la septième saison, Frank Spotnitz propose de faire un épisode qui reposera uniquement sur « la magie de l'illusion » et n'aura aucun lien avec le paranormal. Vince Gilligan est chargé d'écrire cet épisode, une tâche qu'il décrit comme « une agonie » et pour laquelle il reçoit alors l'aide de Spotnitz et de John Shiban. Gilligan explique que Spotnitz voulait écrire un épisode sur l'illusionnisme depuis ses débuts dans la série, en partie parce qu'il est un admirateur de la série Le Magicien et en partie parce qu'il « était intéressé par l'idée de duper des personnes qui souhaitent être dupées ».
Pour jouer le rôle de Maleeni, Spotnitz pense tout de suite à faire appel à Ricky Jay, qui est son illusionniste préféré. L'agence représentant Jay fait toutefois savoir à l'équipe de la série que ses disponibilités ne lui permettent pas d'apparaître dans l'épisode. Les producteurs se tournent alors vers David Blaine, mais celui-ci n'est pas disponible non plus. Ne se résignant pas, Chris Carter réussit à arranger un rendez-vous entre Ricky Jay, Spotnitz et lui pour discuter du scénario. Jay donne finalement son accord mais demande à accomplir uniquement des tours qu'il a l'habitude de pratiquer. Vince Gilligan affirme que Ricky Jay n'était au départ pas très enthousiaste à l'idée d'interpréter un prestidigitateur car il pensait que « les magiciens n'étaient jamais représentés de manière très réaliste au cinéma et à la télévision ».
Les acteurs apprécient l'ambiance ludique qui règne lors du tournage, Gillian Anderson déclarant après coup qu'elle avait été constamment divertie par les tours accomplis. L'actrice ajoute que David Duchovny et elle ont tourné plusieurs dialogues sur un ton volontairement plus humoristique, et qu'il fallait sans cesse qu'ils se concentrent pour rester de marbre lors de scènes au ton plus sérieux. L'épisode fait appel à quelques effets spéciaux mais la plupart d'entre eux sont réalisés de manière conventionnelle afin de préserver le thème de la magie. Ainsi, la scène où les mains de LaBonge s'enflamment est réalisée par un cascadeur plutôt qu'en utilisant l'infographie. La scène où Maleeni tourne sa tête à 360 degrés est réalisée avec une tête artificielle créée par Optic Nerve Studios.

## Accueil

### Audiences
Lors de sa première diffusion aux États-Unis, l'épisode réalise un score de 9,4 sur l'échelle de Nielsen, avec 14 % de parts de marché, et est regardé par 16,18 millions de téléspectateurs.

### Accueil critique
L'épisode a reçu un accueil mitigé de la critique. Pour le site Le Monde des Avengers, l'intrigue « toute en trompe-l’œil et en strates successives, se montre aussi tortueuse que propice à de remarquables coups de théâtre » et « se trouve encore sublimée par une musique volontiers ironique dans son soulignement des effets et par la mise en scène tonique et inventive » ainsi que par l'interprétation de Jonathan Levit et Ricky Jay, qui « apportent une conviction absolue à leurs personnages ». Zack Handlen, du site The A.V. Club, lui donne la note de B+, évoquant un épisode au rythme un peu lent par moments mais qui n'est « jamais ennuyeux » car son ton « enjoué » ainsi que l'alchimie et le « badinage constant » entre Mulder et Scully le rendent « assez délectable ». Dans son livre, Tom Kessenich estime que même si l'épisode manque de véritable tension dramatique, il demeure divertissant et on se surprend « à s'amuser à dénouer les écheveaux de l'intrigue ». Pour Rich Rosell, du site Digitally Obsessed, qui lui donne la note de 4/5, le scénario est « quelque peu inégal » mais l'ambiance du monde de la prestidigitation est bien restituée et Ricky Jay délivre une superbe interprétation.
Paula Vitaris, de Cinefantastique, lui donne la note de 2/4, notant que « l'intrigue est plaisante à suivre » mais qu'il apparaît à la fin qu'elle manque de crédibilité. Kenneth Silber, du site space.com, évoque « un épisode alambiqué qui manque de verve et d'enthousiasme ». Dans leur livre sur la série, Robert Shearman et Lars Pearson lui donnent la note de 2/5, critiquant le fait que le tour de Maleeni tournant sa tête à 360 degrés « ne soit jamais expliqué de façon satisfaisante » et regrettant que l'épisode « ait recours à l'infographie » au lieu de tours conventionnels.